# Nati nel 1682
| Questa pagina contiene informazioni ricavate automaticamente dalle voci biografiche con l'ausilio del template Bio e di un bot. L'aggiornamento è periodico e automatico e ricostruisce completamente la pagina. Se manca una persona in questa lista, sei pregato di non aggiungerla, ma accertati piuttosto che la sua voce biografica contenga il template Bio e che i dati anagrafici siano correttamente compilati. Se il template Bio manca, inseriscilo tu stesso o, in alternativa, metti l'avviso {{tmp\|Bio}} che ne segnala la mancanza. Se i dati riportati sono sbagliati, correggi direttamente la voce biografica; le modifiche saranno visibili in questa lista entro pochi giorni. Per chiarimenti vedi il progetto biografie. La lista contiene solo le 102 persone che sono citate nell'enciclopedia e per le quali è stato implementato correttamente il template Bio. Pagina aggiornata al 18 giu 2025. |

## Gennaio(6)
- 4 gennaio - Jacopo Facciolati, poeta, scrittore e latinista italiano († 1769)
- 8 gennaio - Gaspare Antonio Baroni Cavalcabò, pittore italiano († 1759)
- 16 gennaio - Manuel de Benavides y Aragón, diplomatico e politico spagnolo († 1748)
- 23 gennaio - Johann Benjamin Thomae, scultore e ebanista tedesco († 1751)
- 25 gennaio - Niccolò Coscia, cardinale e arcivescovo cattolico italiano († 1755)
- 26 gennaio - Benjamin Lay, attivista inglese († 1759)

## Febbraio(6)
- 4 febbraio - Johann Friedrich Böttger, chimico, inventore e alchimista tedesco († 1719)
- 11 febbraio - Johann Jacob Bach, musicista e compositore tedesco († 1722)
- 13 febbraio - Giovanni Battista Piazzetta, pittore italiano († 1754)
- 21 febbraio - Filippo Balatri, sopranista italiano († 1756)
- 23 febbraio - Cristiano di Sassonia-Weissenfels, duca († 1736)
- 25 febbraio - Giovanni Battista Morgagni, medico, anatomista e patologo italiano († 1771)

## Marzo(7)
- 4 marzo - Ernesto Ferdinando di Brunswick-Bevern, militare tedesco († 1746)
- 6 marzo - Johann Philipp von Hattorf, politico tedesco († 1737)
- 10 marzo - Guglielmo VIII d'Assia-Kassel, nobile († 1760)
- 11 marzo - Carlo di Württemberg-Bernstadt, generale prussiano († 1745)
- 14 marzo - Francesco Conti, pittore italiano († 1760)
- 17 marzo - Henry Bentinck, I duca di Portland, politico inglese († 1726)
- 29 marzo - Matteo Ripa, missionario italiano († 1746)

## Aprile(12)
- 1º aprile - Pierre-Joseph Thoulier d'Olivet, grammatico, traduttore e abate francese († 1768)
- 3 aprile - Valentin Rathgeber, monaco cristiano, compositore e organista tedesco († 1750)
- 6 aprile - Giovanna Carlotta di Anhalt-Dessau, nobile († 1750)
- 7 aprile - Francesco d'Aguirre, giurista italiano
- 7 aprile - Nicola Grassi, pittore italiano († 1748)
- 11 aprile - Carlo Vincenzo Maria Ferrero Thaon, cardinale e vescovo cattolico italiano († 1742)
- 11 aprile - Jean-Joseph Mouret, compositore francese († 1738)
- 15 aprile - Jan van Huysum, pittore e disegnatore olandese († 1749)
- 16 aprile - John Hadley, matematico britannico († 1744)
- 20 aprile - Benedetto Fioravante, presbitero e numismatico italiano († 1737)
- 23 aprile - Giorgio Guzzetta, presbitero italiano († 1756)
- 27 aprile - Claudine Guérin de Tencin, scrittrice francese († 1749)

## Maggio(7)
- 2 maggio - Federico Guglielmo I di Schleswig-Holstein-Sonderburg-Beck, nobile e militare tedesco († 1719)
- 3 maggio - Giacomo Cassetti, scultore italiano († 1757)
- 12 maggio - Francesco Bianchi, architetto italiano († 1742)
- 17 maggio - Bartholomew Roberts, pirata britannico († 1722)
- 20 maggio - Ursin Durand, storico e monaco cristiano francese († 1771)
- 26 maggio - John Drummond, II conte di Melfort, nobile scozzese († 1754)
- 29 maggio - Charles Bruce, IV conte di Elgin, nobile scozzese († 1747)

## Giugno(4)
- 1º giugno - Carlo Collicola, cardinale italiano († 1730)
- 15 giugno - Franz Georg von Schönborn, arcivescovo cattolico tedesco († 1756)
- 17 giugno - Carlo XII di Svezia, sovrano svedese († 1718)
- 20 giugno - Eleonore von Lobkowicz, nobile boema († 1741)

## Luglio(9)
- 1º luglio - Aurelia d'Este, nobile († 1719)
- 3 luglio - Albertina Federica di Baden-Durlach, principessa tedesca († 1755)
- 4 luglio - Amédée François Frézier, ingegnere francese († 1773)
- 9 luglio - Francesco Landi, cardinale e arcivescovo cattolico italiano († 1757)
- 9 luglio - Guglielmo di Nassau-Zuylestein, II conte di Rochford, militare inglese († 1710)
- 10 luglio - Roger Cotes, matematico inglese († 1716)
- 20 luglio - Michele Federico Althann, cardinale e vescovo cattolico tedesco († 1734)
- 25 luglio - Jacopo Bartolomeo Beccari, chimico italiano († 1766)
- 31 luglio - Ignazio Visconti, gesuita italiano († 1755)

## Agosto(4)
- 2 agosto - Antonio Lucci, vescovo cattolico italiano († 1752)
- 3 agosto - George Werner, architetto tedesco († 1758)
- 15 agosto - Annibale Albani, cardinale e vescovo cattolico italiano († 1751)
- 16 agosto - Luigi di Borbone-Francia, nobile francese († 1712)

## Settembre(3)
- 2 settembre - Juan Antonio de Vizarrón y Eguiarreta, arcivescovo cattolico spagnolo († 1747)
- 23 settembre - Carlo I d'Assia-Philippsthal, nobile († 1770)
- 26 settembre - Giulio Fagnano dei Toschi, matematico italiano († 1766)

## Ottobre(9)
- 2 ottobre - Matteo Franzoni, doge († 1767)
- 6 ottobre - Frans Boudewijns, pittore e disegnatore fiammingo († 1767)
- 6 ottobre - Bruno Mauricio de Zabala, militare spagnolo († 1736)
- 12 ottobre - Georg Anton Gumpp, architetto austriaco († 1754)
- 12 ottobre - Paolo Soratini, architetto e religioso italiano († 1762)
- 14 ottobre - Michael Heinrich Gribner, giurista tedesco († 1734)
- 18 ottobre - Louis-François Delisle de La Drevetière, drammaturgo francese († 1756)
- 19 ottobre - Francesco Polazzo, pittore italiano († 1752)
- 20 ottobre - Maria Crescentia Höss, religiosa tedesca († 1744)

## Novembre(4)
- 6 novembre - Alessandro Borgia, arcivescovo cattolico e storico italiano († 1764)
- 16 novembre - Johann Ludwig Frey, teologo e storico svizzero († 1759)
- 27 novembre - Giuseppe Monti, botanico italiano († 1760)
- 28 novembre - Betty Parris, statunitense († 1760)

## Dicembre(4)
- 2 dicembre - Domenico Silvio Passionei, cardinale e arcivescovo cattolico italiano († 1761)
- 21 dicembre - Calico Jack, pirata britannico († 1720)
- 23 dicembre - James Gibbs, architetto e teorico dell'architettura scozzese († 1754)
- 27 dicembre - Jean Thierry du Mont, conte di Gages, generale francese († 1753)

## Senza giorno specificato(27)
- Christian Ferdinand Abel, gambista e violoncellista tedesco († 1737)
- Afife Kadin, ottomana
- Jacopo Amigoni, pittore italiano († 1752)
- Giacobbe Cervetto, violoncellista italiano († 1783)
- Paolo Benedetto Bellinzani, compositore italiano († 1757)
- Grazio Braccioli, letterato, librettista e giurista italiano († 1752)
- Archibald Campbell, III duca di Argyll, politico, avvocato e militare scozzese († 1761)
- Michele Cotumacci, musicista italiano († 1750)
- Letitia Cross, attrice teatrale e cantante inglese († 1737)
- Jean-François Dandrieu, musicista, organista e clavicembalista francese († 1738)
- Eustachio di Laviefuille († 1754)
- Jean-Baptiste Desmarets, generale francese († 1762)
- Ephraim Gerhard, giurista e storico della filosofia tedesco († 1718)
- James Graham, I duca di Montrose, politico scozzese († 1742)
- Giovanni Battista Grone, pittore e scenografo italiano († 1748)
- Jan Jozef Horemans il Vecchio, pittore fiammingo († 1759)
- Giovanni Domenico Lombardi, pittore italiano († 1751)
- Bernardino Mercoli, pittore e scultore svizzero († 1746)
- Johan Gustaf Renat, cartografo e militare svedese († 1744)
- Girolamo Rossi, incisore italiano († 1762)
- Pierre Sabatier, letterato francese († 1742)
- Giacomo Giuseppe Saratelli, organista e compositore italiano († 1762)
- Catherine Shorter, nobildonna inglese († 1737)
- Jocelyn Sidney, VII conte di Leicester, nobile inglese († 1743)
- Joseph Smith, banchiere, collezionista d'arte e diplomatico inglese († 1770)
- Alfonso Torreggiani, architetto italiano († 1764)
- William Villiers, II conte di Jersey, nobile inglese († 1721)